# Sant Martí de Tous
Sant Martí de Tous o simplement Tous és un municipi de la comarca de l'Anoia al límit de la Conca de Barberà i a deu quilòmetres de la capital de comarca, Igualada. A 1 de gener del 2021 registra una població de 1.245 habitants.

## Història

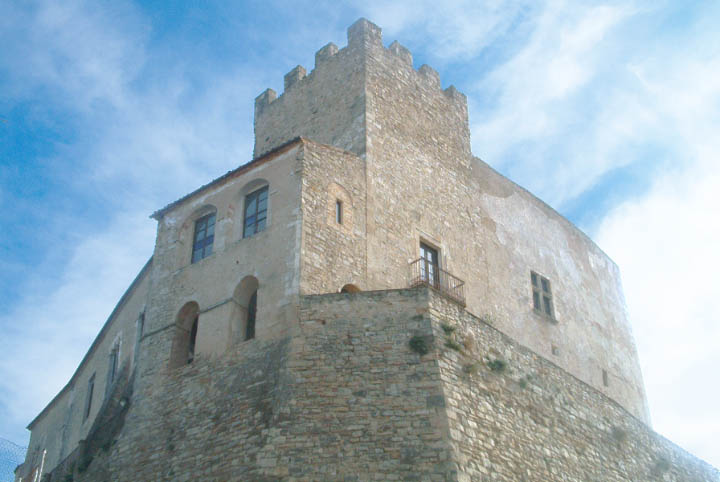
Castell de Sant Martí de Tous

El nom del poble va ser Tous des de les primeres mencions del 960 fins al 1916, quan es va canviar perquè no coincidís amb el de Tous, a la Ribera Alta.
El poble continua creixent al voltant del seu castell, com ha fet durant més de mil anys. Encara es respira aquell ambient de poble, sense deixar de banda l'evolució tecnològica dels darrers temps.
La cultura popular i el folklore perduren gràcies a l'esperit de la nostra gent. Així, es mantenen tradicions com el ball de faixes, les caramelles per la diada de Pasqua, els aplecs a Sentfores, les ballades de sardanes i sopars de germanor entre els veïns del poble.

## Geografia
- Llista de topònims de Sant Martí de Tous (Orografia: muntanyes, serres, collades, indrets..; hidrografia: rius, fonts...; edificis: cases, masies, esglésies, etc).

## Demografia
| Entitat de població    | Habitants (2024) |
| Sant Martí de Tous     | 1.126            |
| Pla de la Passada      | 36               |
| l'Aubereda i Cal Macip | 31               |
| Sentfores              | 22               |
| Flix                   | 13               |
| Fillol                 | 13               |
| Can Mensa              | 12               |
| la Pineda              | 11               |
| l'Eucaria              | 9                |
| Font: Idescat          |                  |

| 1497 f | 1515 f | 1553 f | 1717 | 1787 | 1857 | 1877 | 1887  | 1900 | 1910 |
| ------ | ------ | ------ | ---- | ---- | ---- | ---- | ----- | ---- | ---- |
| 37     | 39     | 42     | 443  | 294  | 931  | 969  | 1.007 | 797  | 903  |

| 1920 | 1930  | 1940  | 1950  | 1960  | 1970  | 1981  | 1990 | 1992 | 1994 |
| ---- | ----- | ----- | ----- | ----- | ----- | ----- | ---- | ---- | ---- |
| 961  | 1.166 | 1.085 | 1.115 | 1.005 | 1.072 | 1.023 | 988  | 956  | 956  |

| 1996 | 1998 | 2000 | 2002  | 2004  | 2006  | 2008  | 2010  | 2012  | 2014  |
| ---- | ---- | ---- | ----- | ----- | ----- | ----- | ----- | ----- | ----- |
| 946  | 952  | 982  | 1.027 | 1.053 | 1.101 | 1.150 | 1.164 | 1.173 | 1.175 |

| 2016  | 2018  | 2020  | 2022  | 2024  | 2026 | 2028 | 2030 | 2032 | 2034 |
| ----- | ----- | ----- | ----- | ----- | ---- | ---- | ---- | ---- | ---- |
| 1.190 | 1.206 | 1.228 | 1.243 | 1.275 | -    | -    | -    | -    | -    |

## Cultura

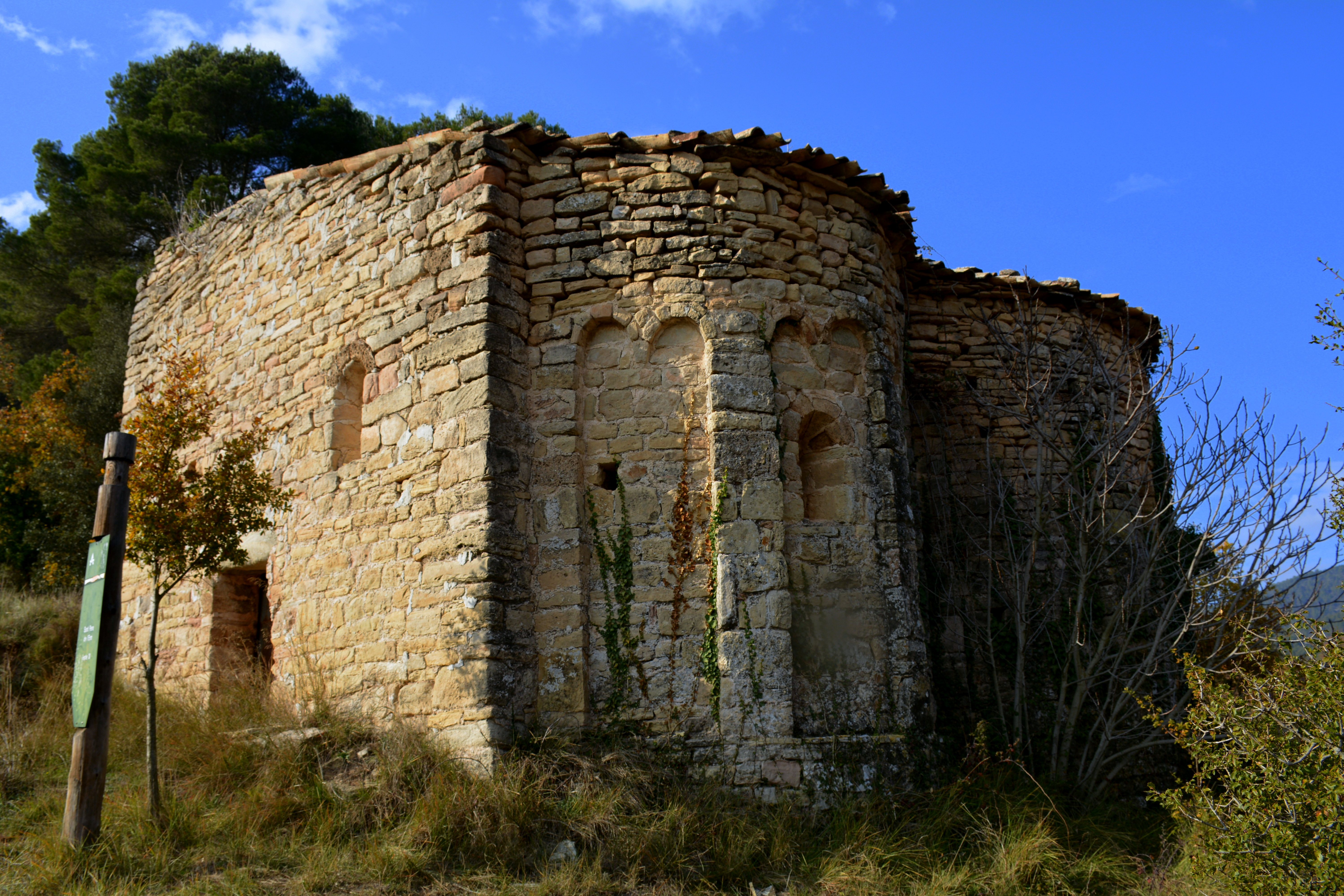
Ermita de Sant Pere de l'Erm

### Festival de llegendes de Catalunya
El poble celebra des de l'any 2010 el Festival de Llegendes de Catalunya, un esdeveniment de caràcter nacional. La vila té al seu darrere un nombre molt ampli de llegendes populars que s'han anat transmetent de generació en generació. El festival també vol ampliar la difusió fora del que és pròpiament el municipi, recollint llegendes d'arreu de les terres catalanes. Un festival amb activitats per a tots els públics. Se celebra el primer cap de setmana de juliol.
Cal destacar:
L'Apagada de Misteri, on tot el nucli antic apaga l'enllumenat i es vesteix d'espelmes que il·luminen un recorregut llegendari inquietant i misteriós que acaba amb la cremada de pors, neguits i angoixes de tots els seus visitants.
Racons de Llegenda, una activitat on hi ha un explicador de llegendes. 6 racons: Províncies de Catalunya, Països Catalans i Sant Martí de Tous.
Tous és Llegenda, espectacle de música, dansa i teatre amb imatgeria popular que a través de les llegendes de la població ens parlen de la importància de la conservació del patrimoni oral.
El poble també conserva el tradicional ball de faixes  Arxivat 2016-08-09 a Wayback Machine., que és ballat cada any per Festa Major i en altres actes importants del poble. Els ballaires van usant les seves faixes, agafant-les de diverses maneres, i finalment alcen un dels ballaires tot dient "Visca Sant Martí! Visca Catalunya!" .